# Otto Luchterhandt
Otto Luchterhandt (* 1. August 1943 in Celle) ist ein deutscher Rechtswissenschaftler. Er lehrte von 1991 bis zu seiner Emeritierung als Professor für Öffentliches Recht und Ostrecht an der Universität Hamburg.

## Leben und Wirken
Otto Luchterhandt studierte von 1965 bis 1970 Rechts- und Staatswissenschaften, Slawistik und osteuropäische Geschichte an den Universitäten Freiburg und Bonn. 1970 erfolgte das Erste, 1975 das Zweite Staatsexamen. Im Jahr 1974  wurde er promoviert an der Universität zu Köln mit einer Arbeit über das Verhältnis von Sowjetstaat und russisch-orthodoxer Kirche. Von 1975 bis 1990 war er als wissenschaftlicher Assistent bzw. Mitarbeiter am Institut für Ostrecht an der Universität zu Köln tätig. Er habilitierte sich 1986 mit einer Arbeit über Grundpflichten als Problem der Verfassung in Deutschland. Von 1988 bis 1990 vertrat Luchterhandt Lehrstühle an den Universitäten in Freiburg/Br., Köln und Hamburg.
Von 1991 bis zu seiner Emeritierung 2008 war Luchterhandt Professor für Öffentliches Recht und Ostrecht an der Universität Hamburg und Direktor der Abteilung für Ostrechtsforschung. Von 2003 bis 2012 war er Präsident des Göttinger Arbeitskreises.
Luchterhandt wertete das Vorgehen sowohl Georgiens als auch Russlands im Kaukasuskrieg 2008 als unverhältnismäßig und völkerrechtswidrig. Im September 2019 gehörte er zu den etwa 100 Staatsrechtslehrern, die sich mit dem offenen Aufruf zum Wahlrecht Verkleinert den Bundestag! an den Deutschen Bundestag wandten. Zu seinen Doktoranden zählt Rati Bregadze, Justizminister in Georgien. Luchterhandt forderte Bregadze im Frühjahr 2024 auf, von einem weithin kritisierten Gesetzesvorhaben abzulassen.
Die Handlungen der russischen Streitkräfte beim Kessel von Mariupol im Zuge des Überfalls auf die Ukraine 2022 bezeichnete Luchterhandt in einer schriftlichen Stellungnahme als vorsätzlichen „Völkermord“.

## Schriften (Auswahl)
Monografien:
- Grundpflichten als Verfassungsproblem in Deutschland. Geschichtliche Entwicklung und Grundpflichten unter dem Grundgesetz, Berlin 1988.
- Der verstaatlichte Mensch. Die Grundpflichten des Bürgers in der DDR, Köln 1985, ISBN 3-452-19791-3.
- UN-Menschenrechtskonventionen, Sowjetrecht, Sowjetwirklichkeit, Baden-Baden 1980, ISBN 3-7890-0587-8.
- Der Sowjetstaat und die Russisch-Orthodoxe Kirche, Köln 1976, ISBN 3-8046-8510-2.

Herausgeberschaften:
- Verwaltung und Verwaltungsrecht im Erneuerungsprozeß Osteuropas, Berlin 2001, ISBN 3-8305-0243-5.
- Neue Regierungssysteme in Osteuropa und der GUS. Probleme der Ausbildung stabiler Machtinstitutionen, 2. aktualisierte Auflage, Berlin 2002, ISBN 3-8305-0040-8.